# Moshe Hanakdan
Moshe ben Yom Tov HaNakdan est un rabbin, massorète et grammairien hébraïsant anglais du XIIe siècle.

## Éléments biographiques
La vie de Moshe ben Yom Tov est peu connue. On sait, d'après des manuscrits de Berlin, qu'il résidait à Londres et que son père était lui-même instruit. Moshe ben Isaac Hanessia le mentionne dans son Sefer HaShoham comme son maître.

## Œuvre
Son œuvre principale est le Darkei haniqqoud vehanegginot, sur les règles et signes de ponctuation et d'accentuation de la Massora, qui a été imprimé pour la première fois par Jacob ben Hayyim dans l'édition Bomberg de la Bible rabbinique, et a été abondamment reproduit dans les Bibles rabbiniques ultérieures.
Le livre a également été publié séparément par Hirsch ben Menahem (Vilna, 1822) et Solomon Frensdorff (Francfort-sur-le-Main, 1854), qui appelle l'auteur Moses ben Joseph Hazzan. Une édition critique a été réalisée par Lowinger dans Ha-Ẓofeh leḤokhmat Yisrael (1929, pp. 267–344.
Le livre est considéré comme le standard de ponctuation massorétique du Moyen Âge. Moshe Hanakdan y cite Rachi, Abraham ibn Ezra, et l'élève de celui-ci, Salomon ibn Parhon.